# ماریانسکه لازنی
ماریانسکه لازنی (به چکی: Mariánské Lázně) یک منطقهٔ مسکونی در جمهوری چک است که در ناحیه خب واقع شده‌است. ماریانسکه لازنی ۱۳٬۲۸۳ نفر جمعیت دارد.

## خواهرخوانده
شهرهای باد هومبورگ فور در هوهه، مالورن، ووسترشر، Chianciano Terme، وایدن در اوبرفالز، Marcoussis و نیژنی تاگیل خواهرخوانده‌های ماریانسکه لازنی هستند.